# إريك إنجل
إريك إنجل (بالألمانية: Erich Engel)‏ هو مخرج ألماني، ولد في 14 فبراير 1891 في هامبورغ في ألمانيا، وتوفي في 10 مايو 1966 في برلين في ألمانيا.

## وصلات خارجية
- إريك إنجل على موقع IMDb (الإنجليزية)
- إريك إنجل على موقع روتن توميتوز (الإنجليزية)
- إريك إنجل على موقع مونزينجر (الألمانية)
- إريك إنجل على موقع ألو سيني (الفرنسية)
- إريك إنجل على موقع أول موفي (الإنجليزية)
- إريك إنجل على موقع قاعدة بيانات الأفلام السويدية (السويدية)
- إريك إنجل على موقع قاعدة بيانات الفيلم (الإنجليزية)
- إريك إنجل على موقع كينوبويسك (الروسية)